# Мбомбо, Идрис
Идрис Илунга Мбомбо (фр. Idris Ilunga Mbombo; 1 июня 1996, Лубумбаши, Заир) — конголезский футболист, нападающий замбийского клуба «Нкана».

## Клубная карьера
Идрис родился в городе Лубумбаши и начал свою карьеру в клубе Кабве Уорриорз. В 2015 году покинул клуб и перешёл в замбийский ЗЕСКО Юнайтед. Ярко выступив на континентальной арене в КАФ, через два года покинул команду и стал игроком саудовской команды «Аль-Шабаб». Однако, Идрису не удалось проявить себя в клубе. Он не сыграл ни одного матча, и покинул клуб на правах аренды. Следующим этапом карьеры игрока стала аренда в албанский «Лачи». Сыграв один матч в чемпионате, 14 января 2018 года завершил аренду в команде и вернулся в Аравию.